# Miquel Agelet Gosé
Miquel Agelet Gosé (Barcelona, 8 de juny de 1871 - Lleida, 1949?) va ser un arxiver, bibliotecari i professor català.
Fill d'una família il·lustre de Lleida, el seu pare era Miquel Agelet i Montaner la mare Antònia Gosé nascuts a Lleida. El 1888 inicià els estudis de Filosofia i Lletres i Dret a la Universitat de Saragossa. El 1892 acabà Filosofia i Lletres i el 1894 Dret. Com a funcionari del Cos Facultatiu d'Arxivers, Bibliotecaris i Arqueòlegs, entre 1925 i 1929 ocupà el càrrec de director de l'Arxiu de la Corona d'Aragó, fins que el va substituir Ferran Valls i Taberner. Després es trasllada a Vilanova i la Geltrú on dirigeix la Biblioteca Museu Víctor Balaguer entre 1930 i 1933. Aquest any es trasllada a Lleida i passa a dirigir la Biblioteca Provincial i l'Arxiu de la Delegació d'Hisenda, fins a la seva jubilació el 1941. El 1929 ingressa com a membre corresponent de la Reial Acadèmia de Bones Lletres de Barcelona.
Pel que fa a la seva activitat docent, el 1925 és nomenat professor de Pràctiques de transcripció i interpretació de documents paleogràfics i de la classificació d'arxius i museus de l'Escola Superior de la Dona. I el 1927 professor auxiliar d'Arxivística, restant en el càrrec fins al 1930, quan cessà tot el professorat que havia exercit durant la dictadura, en reorganitzar-se el centre i convertir-se en l'Escola de Bibliotecàries.